# Lê Đắc Lâm
Lê Đắc Lâm (sinh ngày 10 tháng 1 năm 1958) là một chính trị gia người Việt Nam. Ông từng là đại biểu Quốc hội Việt Nam khóa 13 nhiệm kì 2011-2016 thuộc đoàn đại biểu tỉnh Bình Thuận.

## Xuất thân
Ông sinh ngày 10 tháng 1 năm 1958, người dân tộc Kinh, không theo tôn giáo nào. Ông có quê quán ở xã Duy Hòa, huyện Duy Xuyên, tỉnh Quảng Nam.

## Giáo dục
Ông có trình độ học vấn là Cử nhân Kinh tế, Cử nhân chính trị.
Ông có trình độ lí luận chính trị là Cao cấp lý luận chính trị.

## Sự nghiệp
Ông gia nhập Đảng Cộng sản Việt Nam vào ngày 20/11/1979.
Ông là đại biểu Quốc hội Việt Nam khóa 13 nhiệm kì 2011-2016 thuộc đoàn đại biểu tỉnh Bình Thuận, đồng thời là Tỉnh ủy viên, Trưởng đoàn chuyên trách Đoàn ĐBQH tỉnh Bình Thuận, Ủy viên Ủy ban Văn hoá, Giáo dục, Thanh niên, Thiếu niên và Nhi đồng của Quốc hội khóa 13.